# 嘉山之战
嘉山之战，天宝十五载（756年）五月，唐朝朔方节度使郭子仪与河东节度使李光弼在嘉山（今河北省曲阳县东）大败史思明的作战。
天宝十五载四月，郭子仪、李光弼在九门之战大败史思明后，一直追击史思明到博陵郡（治今河北省定州市）。史思明集众固守，唐军攻城十日不下。五月，郭子仪、李光弼撤围，回到常山郡（治今河北省正定县），史思明率数万人马前来。郭子仪选骑兵五百人，走走停停轮番诱敌作战。经过三天抵达行唐，叛军疲惫，只好后退。郭子仪乘机回军反击，在沙河（今河北行唐县、新乐县之间）击败史思明部。安禄山得知河北兵败，于是命从河北逃回洛阳的大将蔡希德率步骑兵二万回去救援史思明。又派范阳郡（治今北京市）守将牛廷玠发动范阳等郡兵万余人南下，配合史思明夹击唐军。史思明收集士卒，与援军合军五万余人，其中同罗、曳落河精骑万人。郭子仪、李光弼抵达恒阳（今河北省曲阳县），史思明又率众跟进。郭子仪下令深沟高垒，不与叛军直接交战，而采取疲敌战术，白天扬威耀兵，夜间偷袭敌营，叛军忙于应付，无法休息，人困马乏。五月二十九日，郭子仪、李光弼率军出城，在嘉山与史思明大战。唐军大获全胜，斩首四万级，俘获千余人，缴获战马五百匹。史思明在乱中跌下马来，披发赤足，拖着断枪，逃回军营，随即逃往博陵。李光弼乘胜追击，再次围攻博陵，郭子仪准备北上进攻范阳，唐军声威大振，河北十余郡的地方官吏和军民纷纷起来杀死叛军守将，归顺唐军。自颜杲卿常山举义以来，叛军从范阳至洛阳的通道再次被切断，叛军往来联络的人，只能轻装简从，偷偷过境，但大多被唐军俘获。家在范阳的叛军将士，无不軍心动摇。安禄山大骂谋士高尚、严庄，又召集谋臣商议对策，打算放弃洛阳，回到范阳。随即六月初七唐军在潼关兵败，唐玄宗逃离长安，叛军的危机被解除。